# Iglesia ni Cristo
Az Iglesia ni Cristo (INC) (magyarul: Krisztus Egyháza) egy nemzetközi keresztény, új vallási mozgalom, a Fülöp-szigetek egyik legnagyobb keresztény egyháza. A Szentháromság-tagadó egyházat a 20. század elején Félix  Manalo alapította,  aki állítása szerint a küldetését azért kapta, hogy helyreállítsa az igaz egyházat a filippínóiak körében.
A 2015-ös Fülöp-szigetek-i népszámlálás szerint 2,6 millió fő ember tartozik az egyházhoz, ezzel a vallási felekezetek között a negyedik helyen áll. 

## Jellemzők
Az INC úgy jellemzi magát, mint az egyetlen igaz egyház, az eredeti, Jézus által alapított egyház helyreállítása, amely állítás szerint a kereszténység egyházai hitehagyottá lettek. Ezért küldte Isten Felix Manalo-t a napok végét jelző hetedik pecsét feltörésével egy időben.  Őt Isten utolsó küldöttének tekintik.
Az egyház úgy véli, hogy a Biblia az egyetlen könyv, amelyet Isten ihletett, így ez minden hitük és vallásgyakorlatuk egyetlen alapja.
Elutasítják a Szentháromságba vetett keresztény hitet, mint eretnekséget. Úgy vélik, hogy azt az álláspontot Jézus és az apostolok tanúsították, hogy csak egy Isten van, az Atya, nem a Fiú és még inkább nem a Szentlélek. Az egyház hisz abban, hogy Jézus Krisztus Isten Fia  és közvetítő Isten és az emberiség között, akit az Atyaisten teremtett. Isten legmagasabban álló teremtményének tekintik, de tagadják Jézus istenségét.
A keresztség vízbe való bemerítéssel történik. Csak felnőttkeresztséget gyakorolnak, az újszülött keresztséget elvetik.
Hisznek abban, hogy Isten kitűzött egy napot, amikor minden embert megítél. Úgy vélik, hogy ez a nap egyben Jézus Krisztus második eljövetele is.

## Történet
Felix Ysagun Manalo 1886-ben született Manila közelében. Miután megkérdőjelezett számos alapvető katolikus tant az 1890-es évek végén elutasította a katolicizmust. Más vallási csoportoknál kereste az igazságot. 1904-ben csatlakozott a metodista episzkopális egyházhoz és egy ideig lelkész lett. Közben különféle felekezeteket is keresett, köztük a presbiteriánus egyházat, a Keresztény Missziót és végül 1911-ben a hetednapi adventistákat. Itt evangélistaként dolgozott, mielőtt vitába szállt az adventista vezetőkkel, majd 1913-ban elhagyta a közösséget. Nyilvánvalóan elégedetlen volt a kereszténység különféle ágaival.
Hirdette, hogy vissza kell térni a Jézus Krisztus által alapított eredeti keresztény valláshoz. Először Manilában alapított gyülekezetet, de hamarosan vidékre távozott, hogy az egész országban prédikáljon.
1914-ben jegyeztette be az Iglesia ni Cristo (Krisztus Egyháza) néven a felekezetét. 1919-ben felszentelték az első három lelkészt.

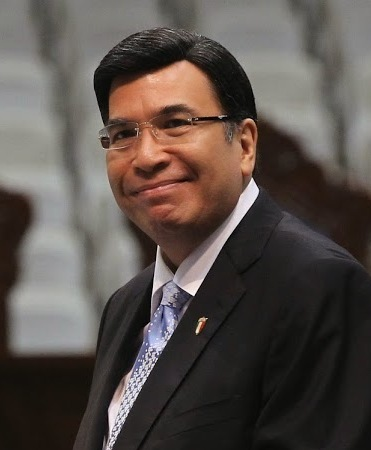
Eduardo V. Manalo, az Iglesia ni Cristo 21. századi vezetője

Manalo 1963-as halála idejére a felekezet már országos egyházzá vált, 1250 kápolnával és 35 katedrálissal.  Ezután fia, Eraño G. Manalo folytatta az egyház vezetését, egészen 2009-es haláláig  Azután az egyház vezetését az alapító unokája, Eduardo V. Manalo (szül.: 1955) vette át.